# Пензенская городская дума
Пензенская городская дума — представительный орган местного самоуправления города Пензы, является постоянно действующим органом законодательной власти. Депутаты Думы избираются на 5 лет в количестве 35, из которых 25 человек по мажоритарной системе и 10 человек по пропорциональной системе.

## VII созыв (2019—2024)
8 сентября 2019 года прошли очередные выборы в городскую думу, в которых «Единая Россия» сохранила большинство, но потеряла много мест.
Председателем Пензенской городской Думы избран член Единой России — Мутовкин Владимир Борисович. Изначально у него было избрано два заместителя на штатной основе: Краснов Иван Витальевич ("Единая Россия") и Шаляпин Олег Васильевич (КПРФ), а также два заместителя на непостоянной основе: Зиновьев Юрий Александрович (руководитель фракции "Единая Россия") и Куликов Павел Владимирович (руководитель фракции ЛДПР). Позже Краснов Иван Витальевич перешёл на работу на непостоянной основе, а Куликов Павел Владимирович освободил занимаемую должность по причине избрания в Законодательное Собрание Пензенской области.

## VIII созыв (2024—2029)
Выборы в Пензенскую городскую думу прошли 8 сентября 2024 года, по итогам которых партия Единая Россия получила большинство мест.
Выборы прошли по смешанной системе — было избрано 25 депутатов по одномандатным округам и 10 по партийным спискам. По итогам выборов было избрано 27 депутатов от партии «Единая Россия», 4 депутата от КПРФ, по одному депутату от партий ЛДПР, «Новых людей», Партии пенсионеров и «Справедливой России».
20 сентября 2024 на первой сессии Пензенской городской думы новым Председателем был избран Соболев Денис Юрьевич. Заместителем председателя на постоянной основе был избран Олег Шаляпин (КПРФ), и трое заместителей на непостоянной основе — Александр Васильев (ЛДПР), Юрий Зиновьев (Единая Россия) и Алексей Петров (Единая Россия).